# Victor Adler
Victor Adler (Praga, 24 de junho de 1852 - Viena, 11 de novembro de 1918) foi um político austríaco, líder do movimento operário e fundador do Partido Social-Democrata da Áustria.

## Vida
Filho de um rico comerciante judeu, nasceu em Praga, em 24 de junho de 1852. Estudou química e medicina na Universidade de Viena, formando-se em 1881. Depois de se formar, trabalhou no departamento de psiquiatria do Hospital Geral de Viena. Em 1878 casou-se com Emma, e seu filho Friedrich Adler nasceu em 1879. 
Enquanto esteve na Universidade de Viena, se tornou um membro da organização nacionalista alemã liderada por Georg von Schonerer, movimento que ele deixou quando seu caráter antissemita se tornou mais pronunciado. Após reunir-se com os socialistas alemães Friedrich Engels e August Bebel, enquanto viaja pela Alemanha, Suíça e Inglaterra (1883), Adler tornou-se um socialista dedicado. Depois dessa reunião manteve a amizade com Engels, correspondendo-se com ele durante toda sua vida.  Adler tornou-se seguidor de Karl Marx e passou a ser muito ativo na política. Ele também publicou a revista socialista Gleichheit (Igualdade) junto do editor Bretschneider em 1886, proibida em 1889. Foi o principal responsável por fundar o Partido Social-Democrata da Áustria (dezembro 1888 - janeiro de 1889), no qual ele permaneceu uma figura de liderança.
Em 27 de julho de 1914, Adler apareceu, exausto e fraco, em uma reunião de emergência da Segunda Internacional Socialista em Bruxelas para fazer o discurso principal. Capturando os sentimentos de muitos presentes, Adler admitiu que seu partido não poderia fazer mais nada para impedir a guerra. Ainda assim durante a Primeira Guerra Mundial trabalhou para uma solução pacífica na conferência socialista em Estocolmo (1917), mas não condenava a opinião daqueles que defendiam a guerra, o que lhe causou uma relação tumultuada com seu filho, Friedrich Adler, que defendia a saída da Áustria e uma solução pacífica. Friedrich Adler foi responsável por assassinar Karl von Stürgkh, um político conservador Ministro-Presidente da Cisleitânia e defensor da guerra, em 21 de outubro de 1916. 
Entrando no novo governo austríaco em outubro de 1918, defendeu o Anschluss (a unificação) do estado austríaco com a Alemanha, mas morreu antes que pudesse prosseguir nesse projeto, em 11 de novembro de 1918. Até sua morte, Victor Adler era o líder socialista austríaco mais proeminente e entre as principais personalidades da Segunda Internacional Socialista.

## Publicações
- Die Arbeiterkammern und die Arbeiter. Wien 1886. Universitätsbibliothek Eichstätt-Ingolstadt
- „Die Gleichheit“ vor dem Ausnahmsgericht. Stenographischer Bericht über die Schlussverhandlung gegen Dr. V. Adler und L.A. Bretschneider am 27. Juni 1889.   Wien 1889.
- Stepniak: Der russische Bauer. Autorisierte Übersetzung von Dr. Vikor Bauer. J. H. W. Dietz, Stuttgart 1893. BSB (=Internationale Bibliothek 15)
- Schwurgerichtsverhandlung gegen Victor Adler über die Anklage der Verbrechen der Störung der öffentlichen Ruhe, der Religionsstörung, der Vergehen der Aufwiegelung etc... begangen durch Reden im Gablonzer Bezirke, durchgeführt vor dem Reichnberger Schwurgerichte vom 17. bis 20. November 1893 nach stenographischen Aufzeichnungen. Wien 1894. Google
- Die Lage in Oesterreich und der sozialdemokratische Parteitag. In: Die Neue Zeit. Revue des geistigen und öffentlichen Lebens. 12. Jg. (1893–94), 2. Volume (1894), Heft 33, S. 197–205. FES
- Die Lage in Oesterreich und der sozialdemokratische Parteitag. In: Die Neue Zeit. Revue des geistigen und öffentlichen Lebens. 12. Jg. (1893–94), 2. Volume (1894), Heft 34, S. 232–241. FES
- Unmaßgebliche Betrachtungen.  In: Die Neue Zeit. Revue des geistigen und öffentlichen Lebens. 19. Jg. (1900–1901), 2. Volume (1901), Heft 51, S. 775–780. FES
- Comitê Executivo do Partido Social Democrata dos Trabalhadores da Áustria Alemã (org.): Victor Adlers Aufsätze, Reden und Briefe. Verlag der Wiener Volksbuchhandlung, Wien
  - Volume 1. Victor Adler und Friedrich Engels. 1922. Archive.org
  - Volume 2. Victor Adler vor Gericht. 1923. Archive.org
  - Volume 3. Adler als Sozialhygieniker. 1924. Universität Wien Phaidra
  - Volume 4. Victor Adler über Arbeiterschutz und Sozialreform. 1925. Universität Wien Phaidra
  - Volume 5. Victor Adler über Fabrikinspektion, Sozialversicherung und Arbeiterkammern. 1925. MDZ
  - Volume 6. Victor Adler der Parteimann. 1. Der Aufbau der Sozialdemokratie. 1929.
  - Volume 7. Victor Adler der Parteimann. 2. Internationale Taktik. 1929.
  - Volume 8. Victor Adler der Parteimann. 3. Österreichische Politik. 1929.
  - Volume 9. Victor Adler der Parteimann. 4. Um Krieg und Frieden. 1929.
  - Volume 10. Victor Adler der Parteimann. 5. Der Kampf um das Wahlrecht. 1929. Arvide.org
  - Volume 11. Victor Adler der Parteimann. 6. Parteigeschichte und Parteipolitik. 1929. Arcive.org
- Aus seinen Reden und Schriften. Ausgewählt von Anton Tesarek. Wiener Volksbuchhandlung, Wien 1947. (=Große Gestalten des Sozialismus 1)
- Victor Adler. Correspondência com August Bebel e Karl Kautsky bem como cartas de e para Ignaz Auer, Eduard Bernstein, Adolf Braun, Heinrich Dietz, Friedrich Ebert, Wilhelm Liebknecht, Hermann Müller e Paul Singer. Recolhido e explicado por Friedrich Adler. Verlag der Wiener Volksbuchhandlung, Viena 1954
- Gerd Callesen, Wolfgang Maderthaner (Hrsg.): Victor Adler – Friedrich Engels Briefwechsel. Associação para a História do Movimento Operário. Dokumentation 1–4/2009. Wien 2009.